# 法鲁克·哈吉贝吉奇
法鲁克·哈吉贝吉奇（1957年10月7日—），波斯尼亚和黑塞哥维那男子足球运动员，场上位置是后卫。他曾代表南斯拉夫国家队参加1990年国际足联世界杯，结果队伍止步八强赛。